# 张常先
张常先（?—?），宋朝官員。
张叔夜第三子。秦桧與其父友好，因此重用他。绍兴二十五年．除江西转运判官。豫章太守（今江西南昌）张宗元因悖逆秦桧。秦桧下令张常先陷害他，常先寫信給江州（今江西九江）通判葉義問，要其拘留宗元，葉義問對此責問常先，曰：“吾甯得罪，不爲不祥。”。